# Sound Blaster
Sound Blaster — семейство звуковых карт, выпускаемых фирмой Creative Technology, для IBM PC-совместимых компьютеров. Карты Sound Blaster долгое время были стандартом де-факто. Такое положение изменилось с началом широкого распространения Windows 95 от Microsoft, в которую был включен стандартизированный программный интерфейс уровня приложений (что сняло необходимость обратной совместимости оборудования с Sound Blaster), и, особенно, с началом повсеместного применения встроенных звуковых устройств в материнских платах компьютеров (что сделало компьютерный звук повсеместно распространённым).
Создателем звуковых карт Sound Blaster является сингапурская компания Creative Technology, широко известная под названием своего подразделения в США — Creative Labs.

## Creative Music System и Game Blaster

### Creative Music System
История звуковых карт от Creative начинается в августе 1987 года, когда была выпущена плата Creative Music System (C/MS). Плата была основана на двух микросхемах Philips SAA 1099, что позволяло реализовать 12 независимых каналов с квадратной волной в стереофоническом режиме, а также несколько шумовых каналов.
Данные микросхемы были представлены во многих популярных журналах по электронике по всему миру. Долгое время в Creative старались применять только общедоступные компоненты и использовать их в соответствии с типовыми схемами изготовителей. Для сокрытия идентификационных данных микросхем в компании заклеивали их верхнюю сторону белыми или черными бумажными прямоугольниками. Так, например, на платах C/MS микросхемы Philips были заклеены белой бумагой, на которой была напечатана несуществующая маркировка CMS-301, тогда как реально существующие устройства Creative имеют маркировку, начинающуюся с символов CT.
Занимательно, что на плате C/MS также устанавливалась микросхема в корпусе PGA-40, на которой была нанесена трафаретной печатью маркировка CT 1302A CTPL 8708.

### Game Blaster
Через год, в 1988 году, Creative начала распространять C/MS через сеть RadioShack под наименованием Game Blaster. Эта звуковая карта была полностью идентична C/MS. При выпуске карты Creative не стала изменять названия в сопроводительной документации и прилагаемых к Game Blaster дисках, однако прилагала к комплекту более позднюю версию игры Silpheed со встроенной поддержкой C/MS.

## Первое поколение: 8-битные карты ISA и MCA

### Sound Blaster 1.0, CT1310, CT1320A, CT1320B

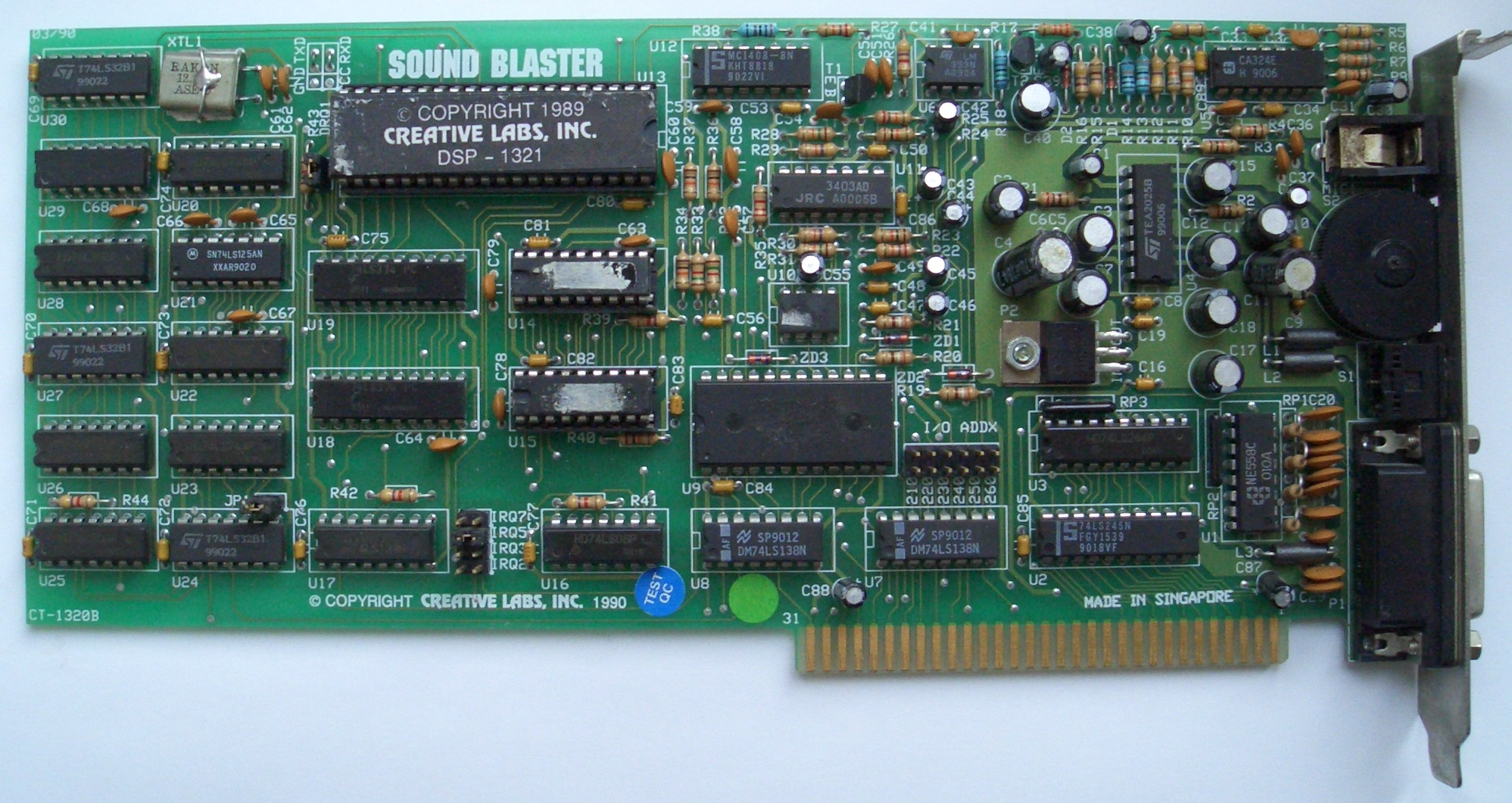
Sound Blaster 1.0 (CT1320B). Хорошо видны наклейки на микросхемах.

Первая карта Sound Blaster (кодовое название — «Killer Kard», англ. карта-убийца), CT1320A, была выпущена в 1989 году. В дополнение к возможностям Game Blaster в данной карте была использована микросхема FM-синтеза Yamaha YM3812, также известная как OPL2. Эта звуковая карта предлагала отличную совместимость со звуковой картой от AdLib, снискавшей успех на рынке PC за предыдущий год. Для описания подсистемы цифрового звука, примененной в Sound Blaster, Creative использовала сокращение «DSP», что расшифровывалось как «цифровой процессор звука» (англ. digital sound processor) вместо более широкого понятия цифровой сигнальный процессор (англ. digital signal processor). За этим сокращением скрывался широко распространённый микроконтроллер из семейства Intel 8051 (производимый, помимо прочих, Intel и Matra). Он мог проигрывать монофонический цифровой звук с частотой дискретизации до 22 кГц (сопоставимо с качеством FM-радио), а также записывать с частотой дискретизации до 12 кГц (сопоставимо с AM-радио). Единственной DSP-подобной функцией платы было декодирование ADPCM.
Отличием модификации CT1320B от CT1320A является установка микросхем CMS в разъемах вместо непосредственного распаивания на плате.
Некоторые источники указывают на то, что Sound Blaster выпускался под одним номером модели — CT1310, однако это является предметом обсуждений. Сама Creative указывает для Sound Blaster 1.0 единственный номер CT1310.

### Sound Blaster 1.5, CT1320C, CT1320U
Из этой карты, вышедшей в 1990 году, были исключены микросхемы CMS, потерявшие поддержку со стороны разработчиков компьютерных игр. На плате были оставлены два разъема, в которые пользователь мог самостоятельно установить приобретенные отдельно микросхемы CMS. В остальном карта идентична Sound Blaster 1.0. Печатная плата модификаций CT1320U и CT1320C была одинаковой.

### Sound Blaster 2.0, CT1350

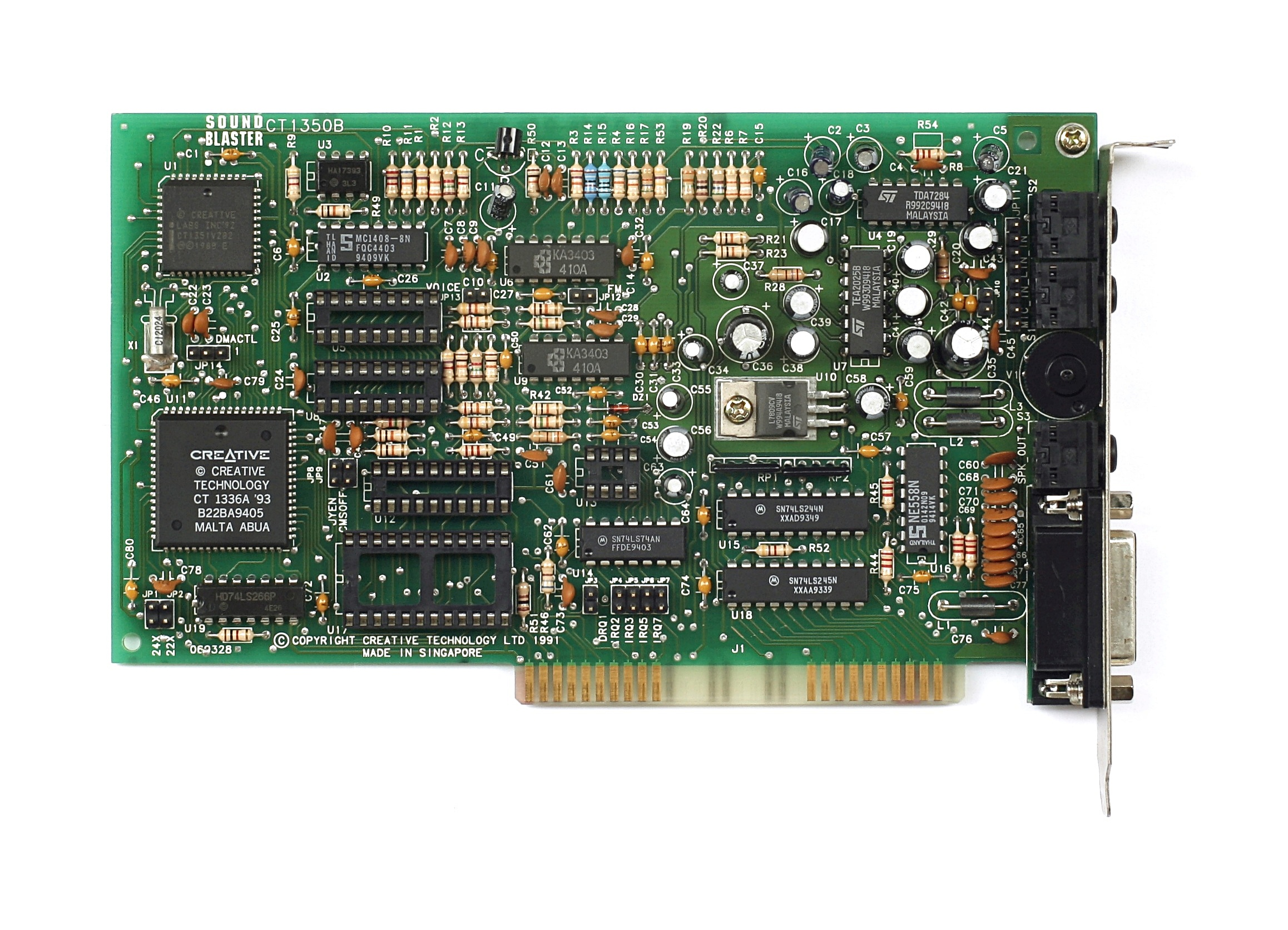
Sound Blaster 2.0 (CT1350B)

В последней модификации оригинального Sound Blaster, вышедшей в октябре 1991 года, был добавлен т. н. «автоматически инициализируемый» прямой доступ к памяти, что позволило на выходе устройства постоянно поддерживать двойную буферизацию звука. Максимальная частота дискретизации в режиме проигрывания увеличилась до 44 кГц, в режиме записи — до 22 кГц. В схемотехнике Sound Blaster 2.0 применены микросхемы бо́льшей степени интеграции, что позволило как уменьшить размеры платы, так и снизить себестоимость производства.
Владельцы предыдущих модификаций могли приобрести у Creative микросхему DSP новой версии. После замены имеющейся на их плате микросхемы на новую пользователь мог получить звуковую карту с возможностями, идентичными Sound Blaster 2.0.

### Sound Blaster MCV, CT5320
Sound Blaster MCV — версия звуковой карты, специально разработанная для компьютеров IBM PS/2, начиная с модели 50, основанных на шине Micro Channel Architecture, не совместимой с ISA.

## Второе поколение: 16-битные карты ISA и MCA

### Sound Blaster Pro, CT1330
Карты Sound Blaster Pro удовлетворяли стандарту Microsoft MPC. Модификация CT1330, анонсированная в мае 1991 года, стала первым существенным переосмыслением основных возможностей карты. Sound Blaster Pro поддерживает более высокие частоты дискретизации цифрового звука (до 22 кГц в стереофоническом и до 44 кГц в монофоническом режиме), обладал «микшером» с возможностями грубого регулирования громкости (независимо от уровней громкости на входе микшера), а также грубыми фильтрами высоких и низких частот. В звуковой карте использовались две микросхемы Yamaha YM3812, что давало возможность генерации стереофонической музыки (одна микросхема работала на один канал). Sound Blaster Pro был полностью совместим с оригинальным Sound Blaster и, соответственно, с AdLib. Также это была первая звуковая карта от Creative со встроенным контроллером CD-ROM. Большинство карт Sound Blaster Pro поддерживали проприетарный интерфейс CD-ROM фирмы Panasonic, также известный как интерфейс MKE CD. Эта версия Sound Blaster фактически использует 8-битную шину ISA. Хоть неопытный пользователь может счесть карты за 16-битную, она не задействует ни одного контакта для передачи данных в 16-битной части разъема.

### Sound Blaster Pro 2, CT1600

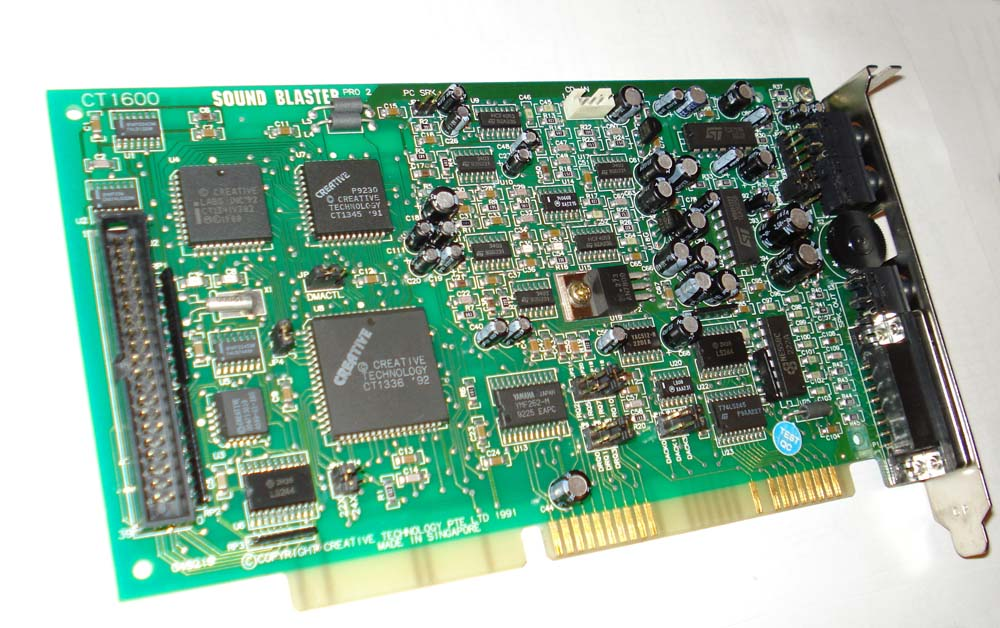
Sound Blaster Pro 2

В обновлённой версии, Sound Blaster Pro 2, был использован усовершенствованный генератор звука Yamaha YMF262 (OPL3). UART интерфейса MIDI теперь работал в дуплексном режиме и имел функцию «timestamp», однако не был полностью совместимым с профессиональным MIDI-интерфейсом MPU-401. Sound Blaster Pro 2, как и первая версия, был полностью совместим с оригинальным Sound Blaster и, соответственно, с AdLib. Вскоре после выхода Sound Blaster Pro 2, выпуск первой версии был прекращен.
В данной звуковой карте могли быть встроены следующие контроллеры CD-ROM:
- SCSI, номер модели CT1610;
- LMSI, номер модели CT1620;
- Sony, номер модели CT1690;
- Mitsumi, номер модели CT2600.

Изначально карты Sound Blaster Pro 2 упаковывались в индивидуальную упаковку и продавались через розничные магазины. Вскоре доминирование Creative на рынке звуковых карт для ПК стало очевидно для бизнеса, поэтому для нужд OEM была выпущена модель CT1680, использовавшая для установки в предварительно собранные ПК.
Также Creative предлагала так называемые «Мультимедийные комплекты обновления» (англ. Multimedia Upgrade Kits). Они включали звуковую карту Sound Blaster Pro, привод CD-ROM от Matsushita (изначально односкоростная модель 531, замененная впоследствии на двухскоростную модель 562/3), а также набор компакт-дисков с мультимедийным программным обеспечением. Поскольку в то время технология CD-ROM была новинкой, входящие в комплект программы имели большое значение для пользователей. Один из таких комплектов включал двухскоростной CD-ROM от Matsushita, ISA-плату контроллера и набор ПО, включающий Software Toolworks Encyclopedia и Aldus PhotoStyler SE. Он соответствовал второму уровню стандарта MPC.

### Sound Blaster Pro 2 MCV, CT5330
Sound Blaster Pro 2 MCV — версия звуковой карты, специально разработанная для компьютеров IBM PS/2, начиная с модели 50, основанных на шине Micro Channel Architecture, не совместимой с ISA.

## Третье поколение: 16-битные карты ISA

### Sound Blaster 16

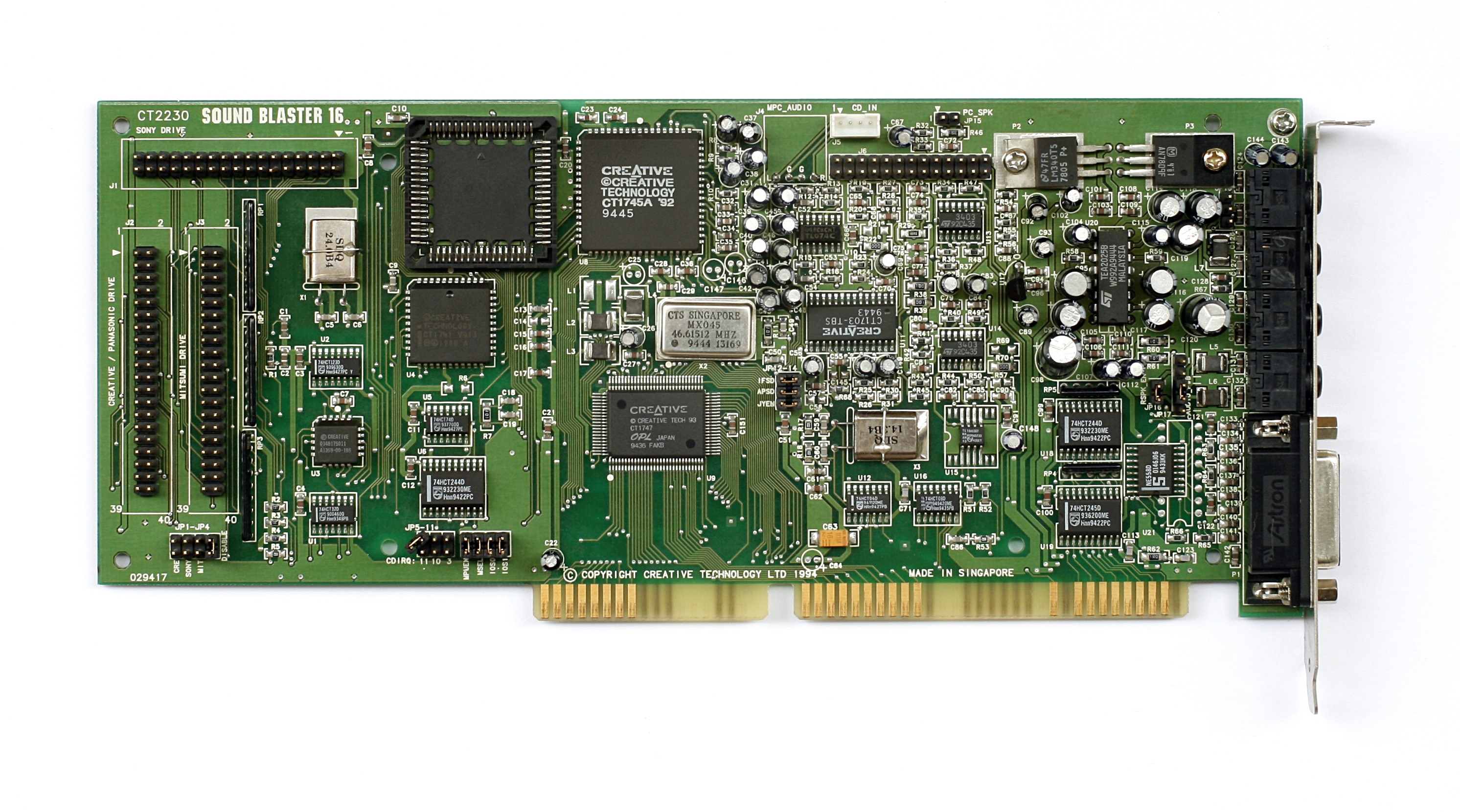
Sound Blaster 16

Следующая модель, Sound Blaster 16, была анонсирована в июне 1992 года и поддерживала:
- 16-битный цифровой звук CD-качества;
- UART, совместимый с MPU-401;
- разъем для дополнительного «передового сигнального процессора» (англ. Advanced Signal Processor, ASP) или, позднее, «сигнального процессора Creative» (англ. Creative Signal Processor, CSP);
- разъем подключения Creative Wave Blaster, дополнительной платы волнового синтеза.

В Sound Blaster 16 использовалась микросхема Yamaha YMF262 для FM-синтеза и обратной программной совместимости, таким образом основная масса программ, поддерживающих Sound Blaster или Sound Blaster Pro, работали без модификаций и на данной карте.
Постепенно эта карта стала настолько популярной, что Creative выпустила её PCI-версию. Отказ от шины ISA, которая к тому времени активно устаревала, означал отход от использования линии DMA, управляемой хостом ISA, поскольку шина PCI такой возможностью не обладает. Вместо это карта использовала возможности управления шиной PCI для передачи данных из основной памяти к ЦАП. Поскольку существовавшие на тот момент программы были спроектированы с использованием ISA DMA для вывода звука, для поддержки обратной совместимости в DOS-программах, требуется внедрение обходного драйвера. Поскольку такой драйвер был крайне зависим от режима «виртуального 8086» центрального процессора ПК для возможности обнаруживать и перенаправлять запросы к ISA DMA-контроллеру непосредственно на звуковую карту, он не работал с некоторым количеством игр для DOS, которые либо были не полностью совместимы с таким режимом работы процессора, либо требовали настолько большой объём свободной основной памяти, что не могли быть запущены одновременно с драйвером, копия которого загружалась в основную память. Это не было проблемой при работе в Windows, поскольку драйвера от Creative отлично работали с обеими версиями Sound Blaster 16.

### Sound Blaster ViBRA16

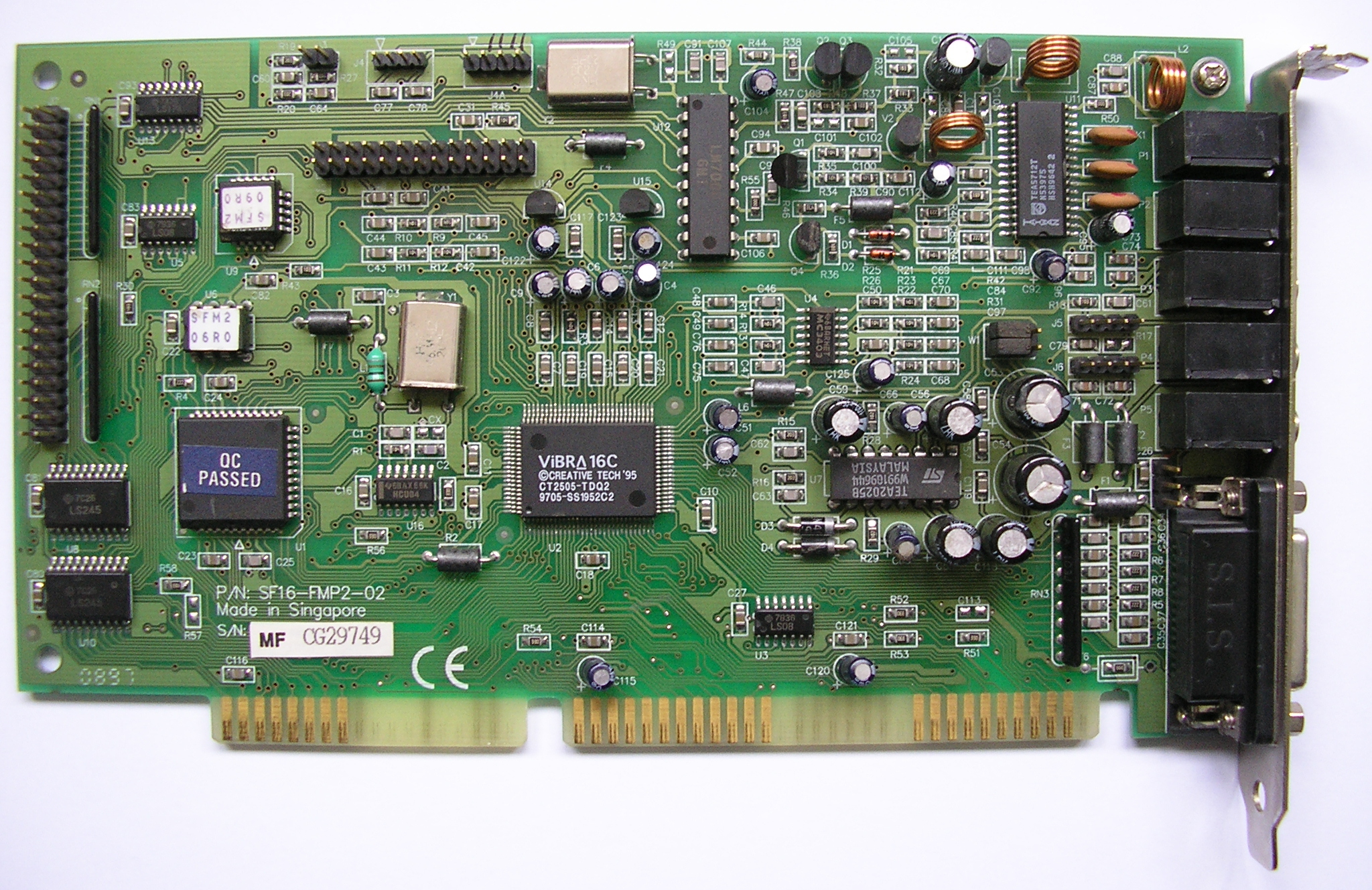
MediaForte SoundForte RadioPlus SF16-FMP2 — со встроенным FM-радио

Sound Blaster ViBRA16 был недорогой версией Sound Blaster, выполненной на одной микросхеме, предназначенной для рынка OEM. Creative использовала эту микросхему также в Sound Blaster 32, Phone Blaster 28.8 (CT3110) (VIBRA со встроенным модемом) и многих других недорогих продуктах. FM-синтезатор музыки от Yamaha был заменен на CQM (Creative Quadratic Modulation, англ. квадратичная модуляция Creative), разработанный E-mu Systems. В это семейство входили следующие микросхемы: ViBRA16 (CT2501), ViBRA16s (CT2504), ViBRA16c (CT2505) PnP и ViBRA16XV (CT2511). Основным преимуществом звуковых карт ViBRA16 был встроенный модем с максимальной скоростью передачи 14.4 килобит/с, также карта могла использоваться в режиме телефона.

## Четвёртое поколение: 16-битные карты ISA, динамический волновой синтез

### Sound Blaster AWE32

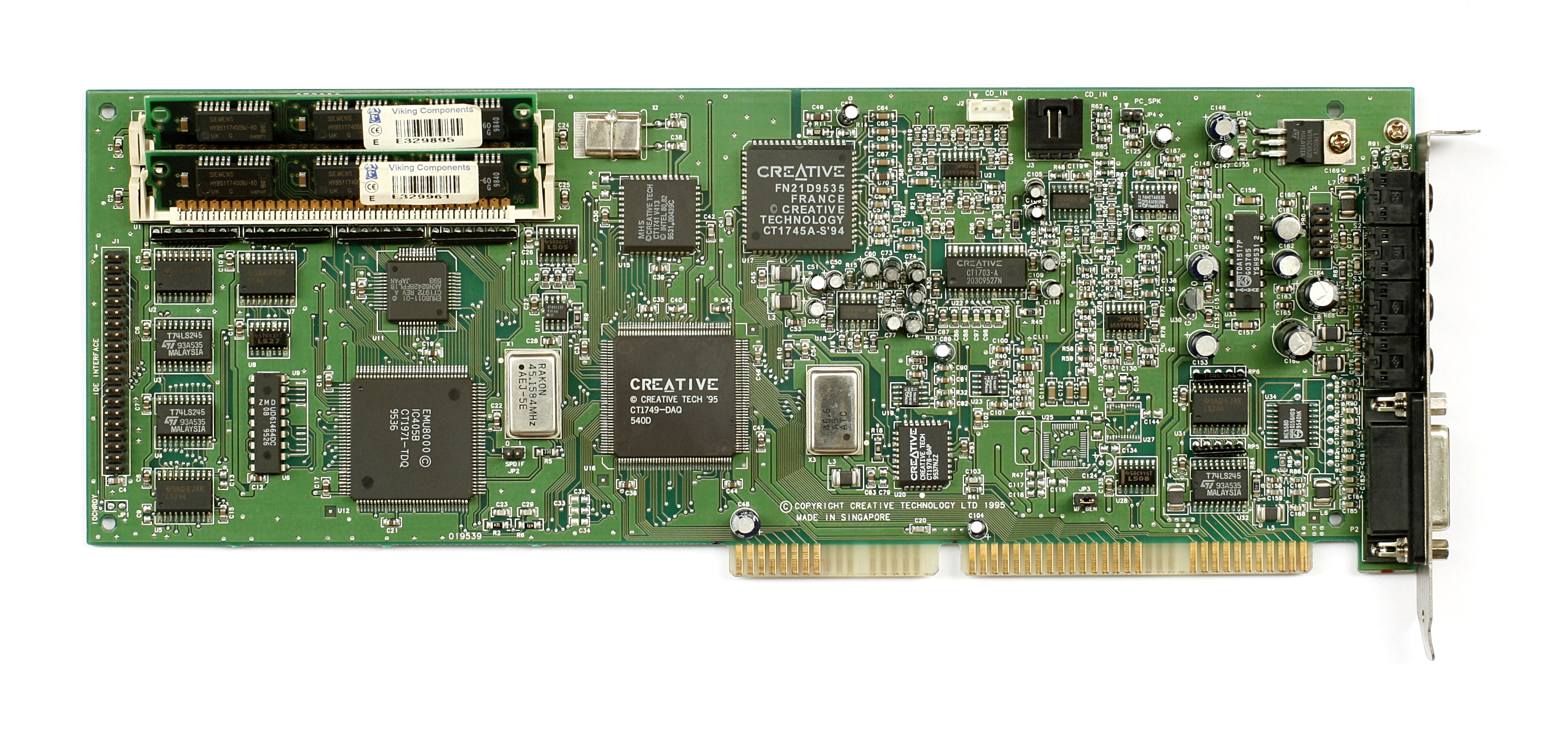
Sound Blaster AWE32

Звуковая карта AWE32 (Advanced Wave Effects, англ. улучшенные волновые эффекты) была выпущена в марте 1994 года. В ней была применена полностью новая разработка — MIDI-синтезатор, основанный на EMU8000. По сути, звуковая карта AWE32 состояла из двух компонентов: устройства цифрового звука Creative (звуковой кодек, разъем для дополнительного процессора ASP/CSP, микросхема Yamaha YMF262) и MIDI-синтезатора от E-mu. Синтезатор состоял из процессора семплов и эффектов EMU8000, ПЗУ EMU8011 объёмом 1 Мб и ОЗУ объёмом 512 кб, расширяемое до 28 Мб. Таким образом, из-за большого насыщения оборудованием, AWE32 собирался на полноразмерной плате ISA длиной 14 дюймов (360 мм).

### Sound Blaster 32
Данная плата, основанная на конструкции AWE32, была нацелена на бюджетный сегмент рынка. Sound Blaster 32 (SB32), анонсированный 6 июня 1995 года, стал новой платой Creative начального уровня из семейства AWE32 (первоначальное название — AWE32 Value). На плате сохранялось MIDI-устройство EMU8000/EMU8011, однако отсутствовала микросхема ОЗУ, разъемы для Wave Blaster и CSP. Для снижения стоимости в дизайне SB32 использовалась микросхема Vibra, что для пользователя означало ограниченные возможности управления низкими/высокими частотами и коэффициентом усиления в сравнении с AWE32. Также на плате устанавливались 30-контактные разъемы ОЗУ SIMM, в которые пользователь мог установить до 28 Мб памяти, используемые синтезатором EMU8000.

### Sound Blaster AWE64

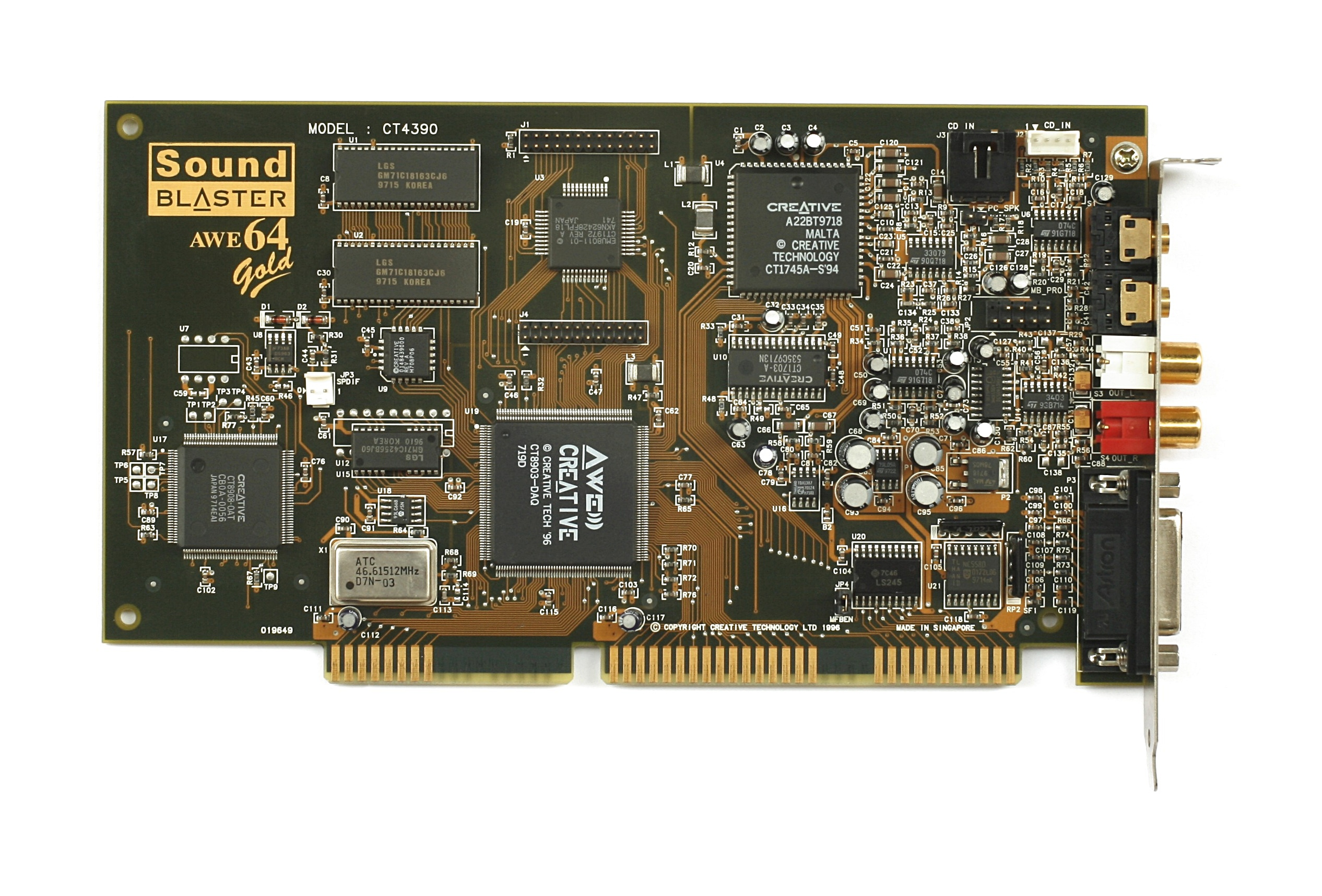
Sound Blaster AWE64

Наследником AWE32 стала звуковая карта AWE64, вышедшая в ноябре 1996 года. Её плата была значительно компактнее, что представлялось как «ISA карта половинной длины» (в неправильности таких заявлений можно легко убедиться, посмотрев на фотографию платы). В целом это был продукт сходный по своим характеристикам с AWE32, но обладавший несколькими усовершенствованиями, включая улучшенную поддержку полифонии, хоть это и было реализовано лишь эмулируемыми программно дополнительными 32 голосами. Разъемы для стандартизированной SIMM-памяти были заменены на проприетарные, что вынуждало пользователей приобретать дорогостоящие модули памяти у Creative.
Основными изменениями были более полная совместимость со старыми моделями Sound Blaster и улучшенное отношение сигнал/шум. В семействе AWE64 было три карты: версия «Value» (с 513 кб ОЗУ), стандартная версия (с 1 Мб ОЗУ) и версия «Gold» (с 4 Мб ОЗУ и установленным интерфейсом S/PDIF).

## Пятое поколение: карты PCI, многоканальный звук и эффекты

### Карты, основанные на Ensoniq AudioPCI

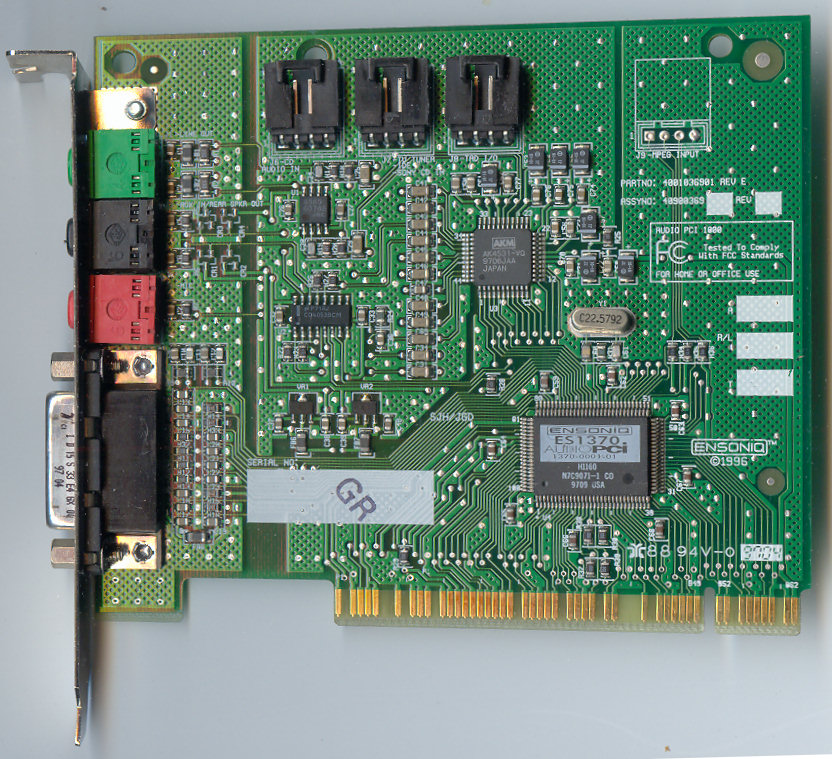
Ensoniq AudioPCI

В 1998 году Creative приобрела корпорацию Ensoniq — изготовителя AudioPCI, в то время популярной карты среди OEM. Это было полноценное решение с волновым MIDI-синтезатором, 4-канальным звуковым окружением DirectSound 3D, эмуляцией A3D и полной поддержкой устаревших систем DOS. Она была недорогой из-за отсутствия аппаратного ускорения. Она поддерживала дуплексный режим работы, но по меньшей мере в Windows не могла осуществлять одновременное воспроизведение из нескольких источников.
На основе главной микросхемы AudioPCI (ES1370) Creative выпустила целый ряд звуковых карт, также вышли карты на основе её обновлённых версий (ES1371 и ES1373), также на некоторых картах микросхемы AudioPCI были перемаркированы обозначениями Creative. Платы с использованием решений AudioPCI зачастую легко выделить из модельного ряда Creative из-за специфического дизайна платы и размера микросхем. В список таких плат входят: Sound Blaster PCI64 (апрель 1998), PCI128 (июль 1998), Creative Ensoniq AudioPCI, Vibra PCI и Sound Blaster 16 PCI.
Микросхемы серии ES137x имеют по 3 стереофонических устройства передискретизации семплов, буферы и интерфейс управления шиной PCI. Аналоговые выходы собраны на микросхеме кодека, которая работает на фиксированной частоте дискретизации — 44 кГц (Ensoniq Audio PCI) или 48 кГц (устройства от Creative). При этом звуковые карты для ISA не использовали передискретизацию, вместо этого используя переключения между масштабами времени. Микросхемы ES137x не поддерживают функцию SoundFonts, но обладают MIDI-движком без фильтрации с набором волновых таблиц объёмом 2, 4 или 8 Мб.

### Sound Blaster Live!

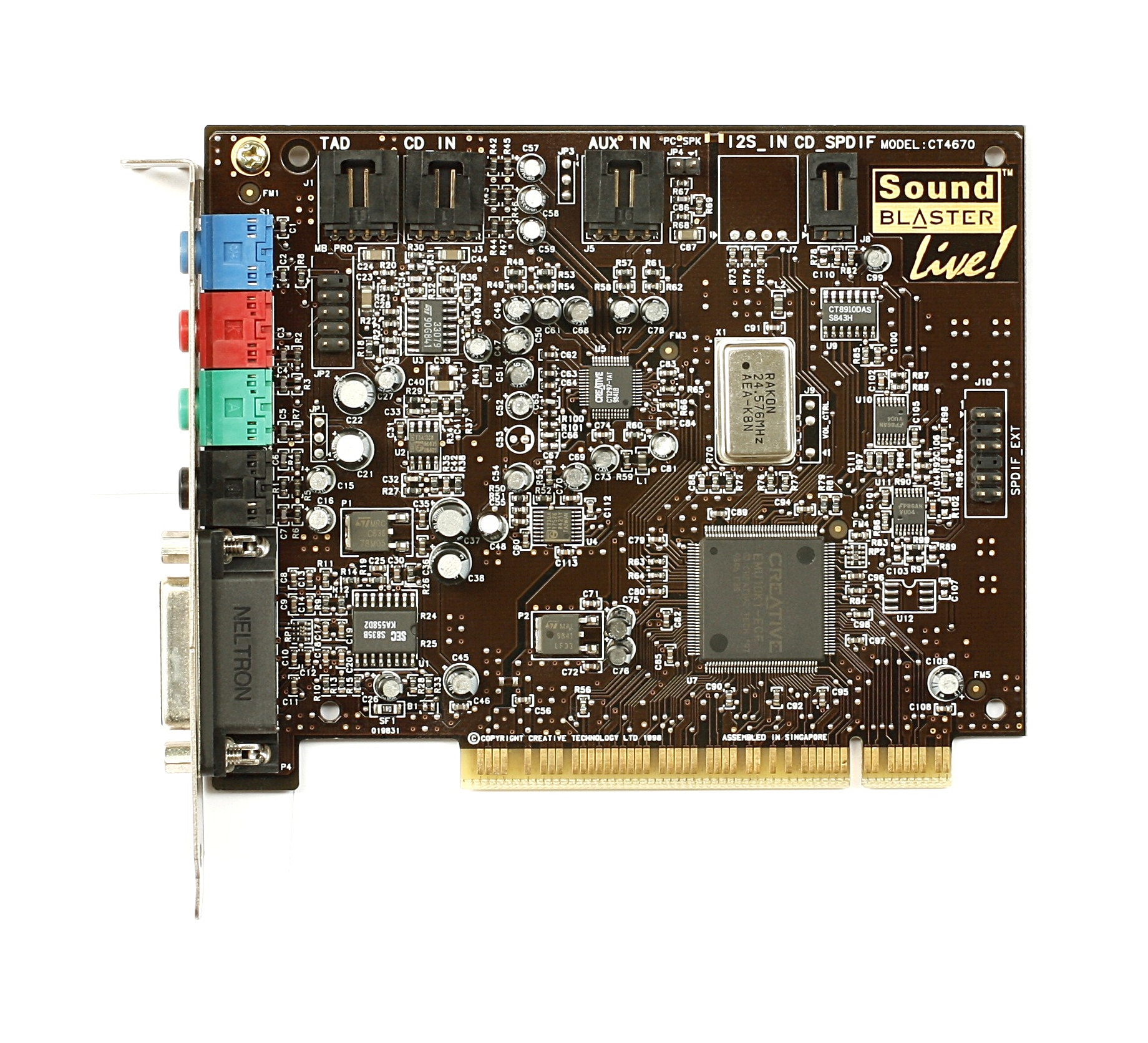
Sound Blaster Live!

На момент анонса звуковой карты Live! в августе 1998 года применение цифровых сигнальных процессоров в области звуковых устройств не стало новинкой. К этому времени ЦСП успешно применялись в недорогом семействе звуковых карт и модемов IBM Mwave, а также в профессиональных звуковых картах Hurricane от Turtle Beach.
Sound Blaster Live! был основан на новейшей микросхеме EMU10K1 от Creative, содержащей 2,44 млн транзисторов и обеспечивала производительность в примечательные 1000 MIPS. Для хранения семплов инструментов микросхема EMU10K1 (и последующие) использовала не установленные на плате ПЗУ и ОЗУ, а системную память, доступную по шине PCI. Аналого-цифровые и цифро-аналоговые преобразования, а также микширование выполнялись на микросхеме AC'97 с частотой дискретизации 48 кГц. Все платы, вошедшие в семейство Live! имели по меньшей мере 4 выходных канала аналогового звука и 15-контактный комбинированный разъём MIDI/джойстика.
Для улучшения представления компьютерных игр поддерживалось аппаратное ускорение посредством технологии EAX 1.0 (впоследствии — 2.0), которая частично совместима с ныне заброшенным стандартом A3D 2.0. Микросхема EMU10K1 предоставляла возможности высококачественного 64-голосного семплового синтезатора (то есть волнового) с патчами как от самой Creative, так и от сторонних изготовителей (известных как Soundfonts), а также возможность осуществлять повторную дискретизацию звука как на входе, так и на выходе, применять в реальном времени весь спектр эффектов ЦСП к произвольному набору звуковых подканалов, существующих в устройстве.
Первой картой и одновременно «флагманом» семейства SB/Live была звуковая карта SB Live! Gold. Для снижения электромагнитных помех были применены золотые проводники во всех основных аналоговых цепях и цепях подключения внешних разъемов, а также специальная подложка печатной платы и лаковое покрытие. Карта Live! Gold поставлялась с дополнительной платой, на которой устанавливался альтернативный 4-канальный разъем цифрового выхода стандарта Mini-DIN на проприетарную акустику Creative со встроенным ЦАП, цифровой интерфейс ввода-вывода S/PDIF с различными программными представлениями, а также полностью декодированный интерфейс MIDI с разделёнными вводом и выводом (совместно с переходником на Mini-DIN). В SB Live! Gold было представлено большое многообразие функций, предназначенных для создания музыки: лёгкий в использовании (plug and play) MIDI-синтезатор с режимом кольцевой записи в реальном времени (со свободным использованием Soundfonts и звуковых эффектов типа реверберации и т. п.) с прилагаемым пакетом соответствующего ПО.
Основной массовой моделью была Sound Blaster Live! Подобной версии Gold, Live! обладала возможностью многоканального аналогового выхода (не более 4 каналов) и такими же возможностями генерации звука/музыки (однако без прилагаемого комплекта ПО и интерфейсного оборудования).
Ещё одна версия Live!, известная как 5.1, обладала поддержкой 5.1-канального звука с выходами на центральный громкоговоритель и на сабвуфер для воспроизведения низкочастотных эффектов, что наиболее ценно при просмотре фильмов. Также Live! 5.1 была предусмотрена возможность использования одного из 3,5 мм разъемов в режиме выхода S/PDIF, благодаря чему возможно подключение внешнего декодера.

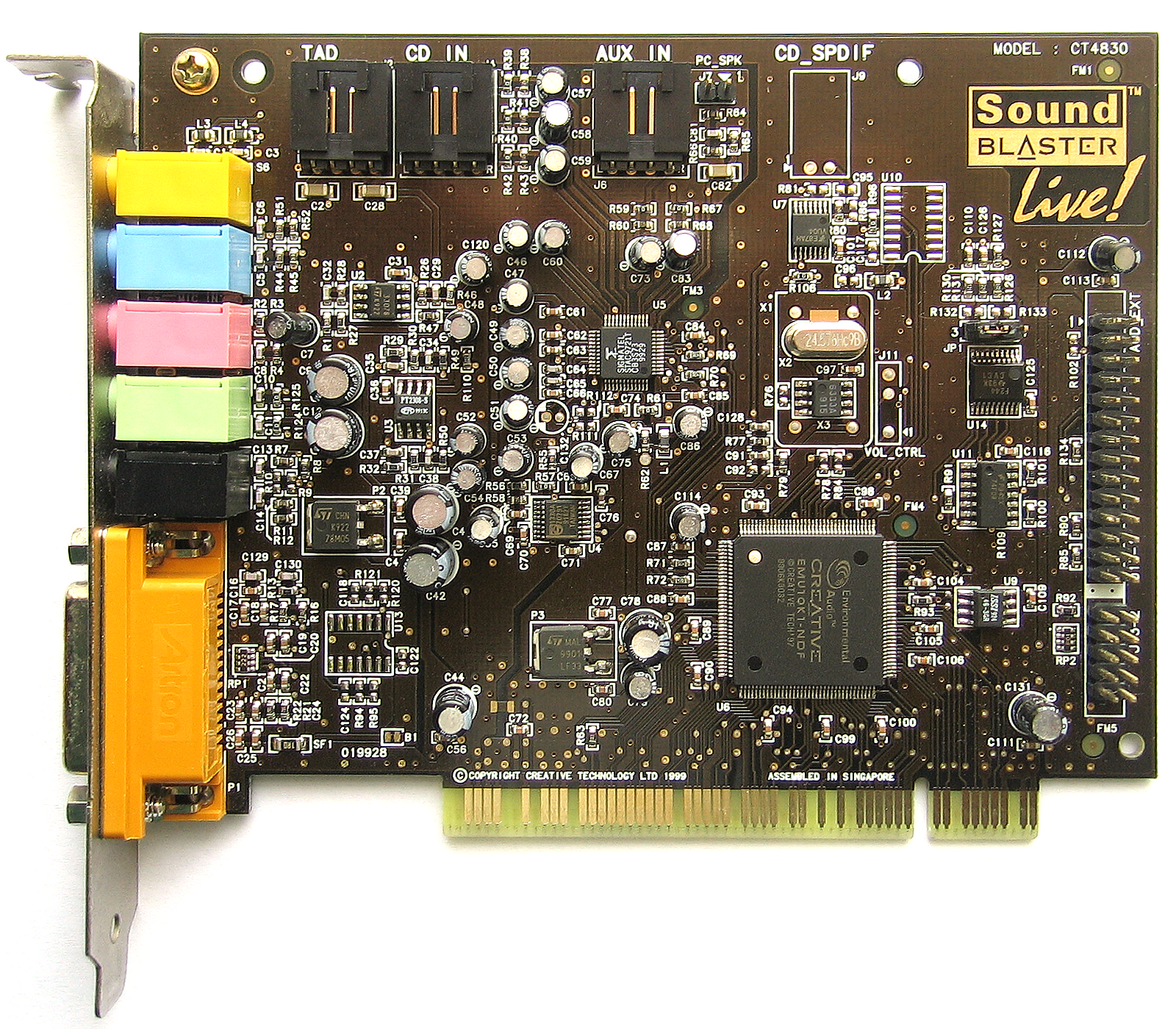
Creative Sound Blaster Live! 1024, вид сверху (на микросхемы)
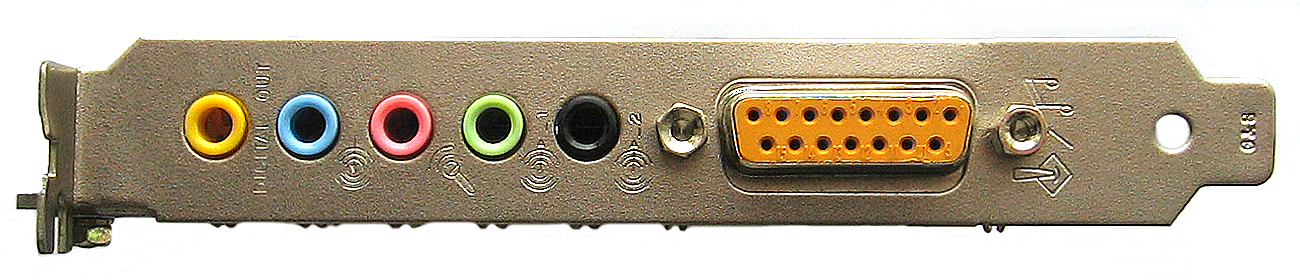
Creative Sound Blaster Live! 1024, вид на панель разъемов
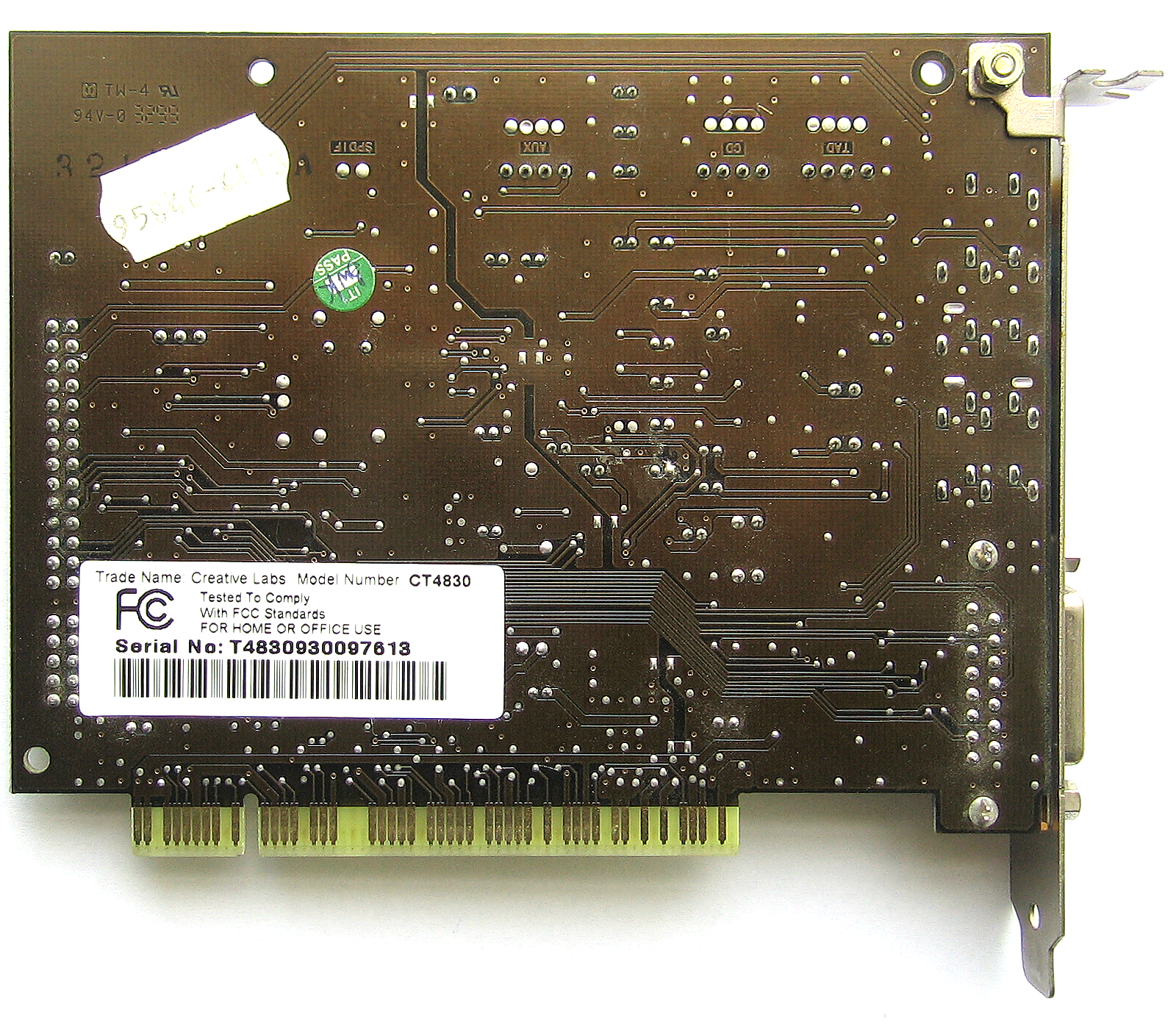
Creative Sound Blaster Live! 1024, вид со стороны монтажа
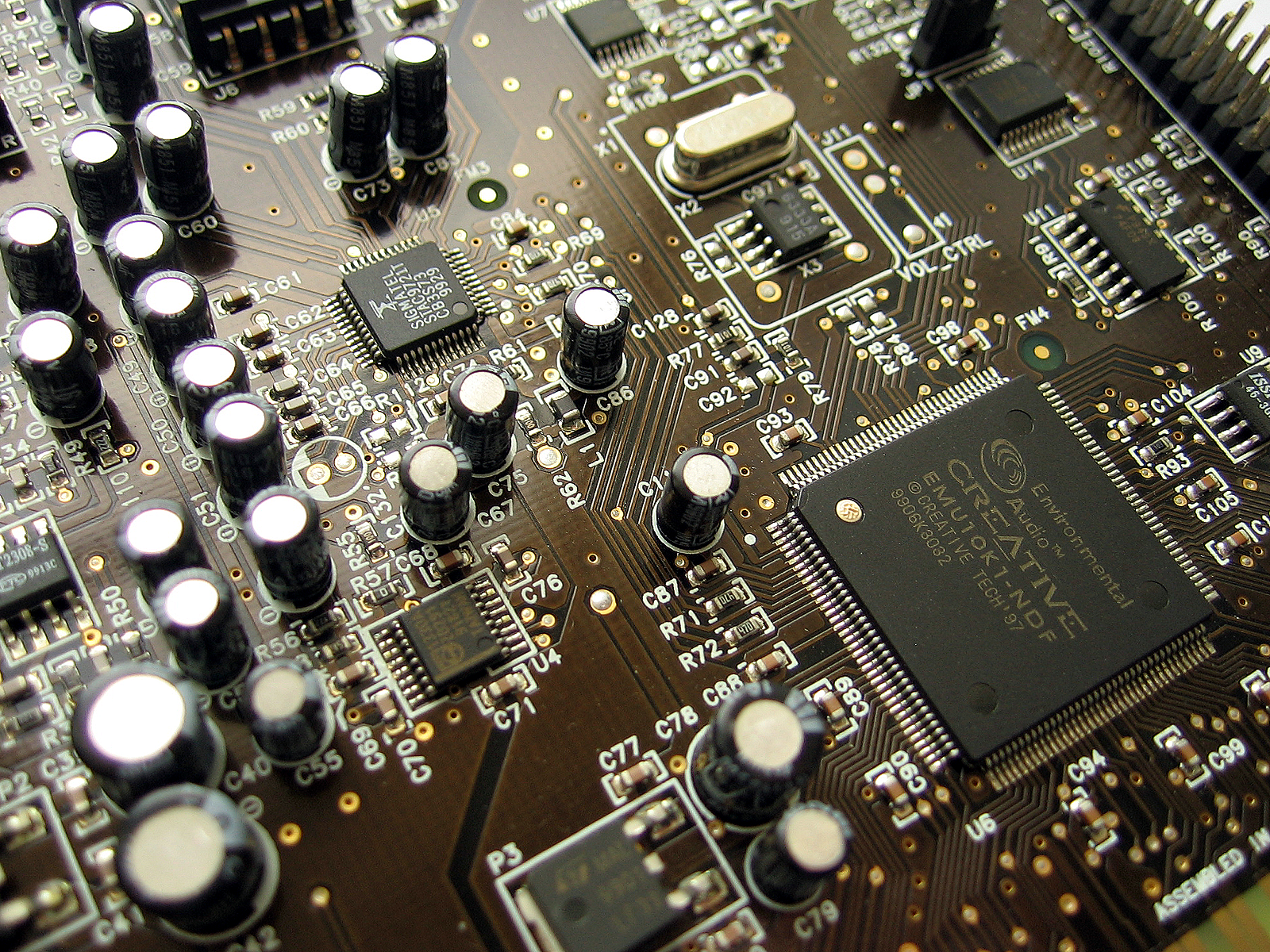
Creative Sound Blaster Live! 1024, вид на микросхемы
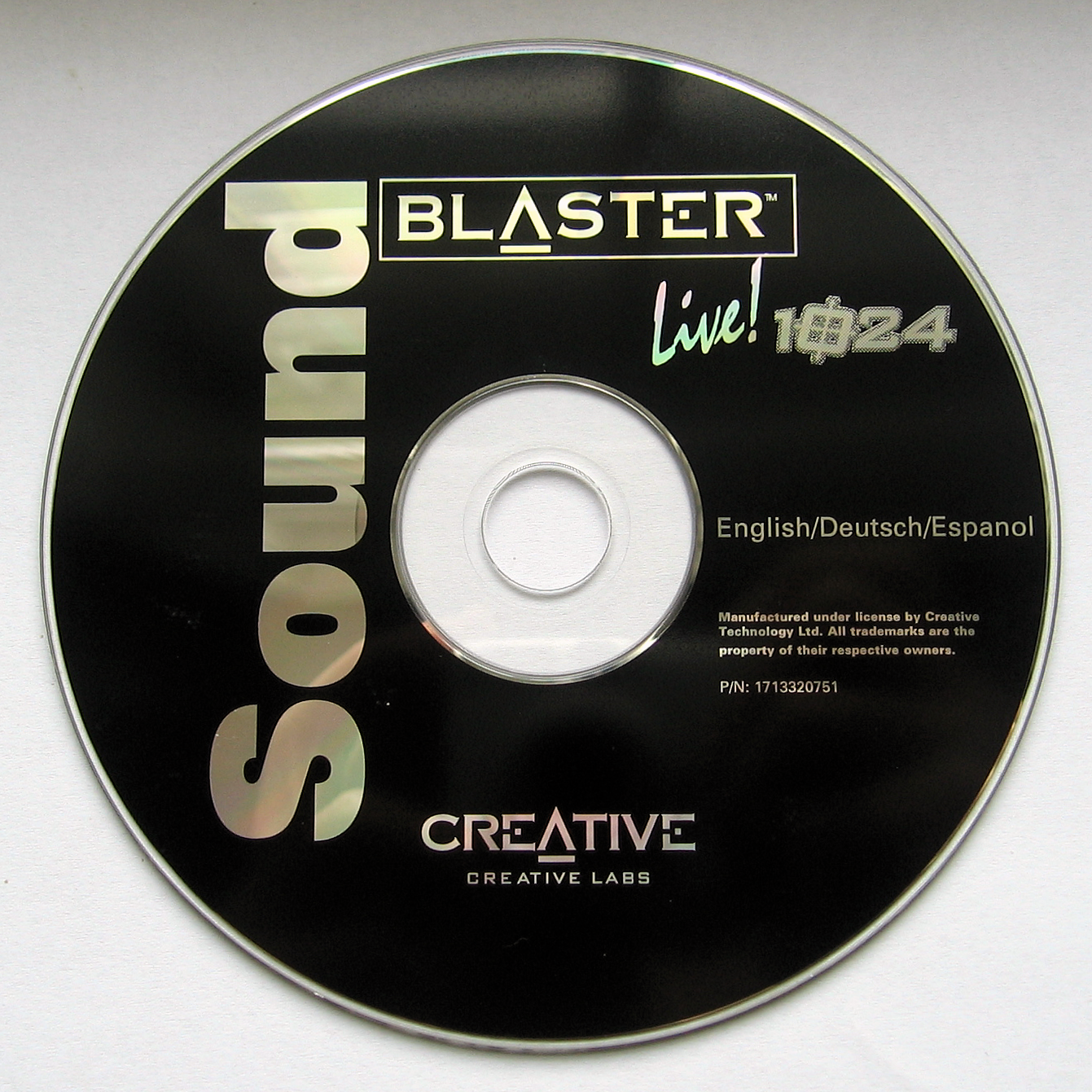
CD-диск с драйверами для Sound Blaster Live! 1024

### Sound Blaster PCI512
Данная звуковая карта основана на микросхеме EMU10K1 и разработана для ещё более экономичного сегмента рынка, нежели SB Live! Value. В ней сохранены все основные свойства SB Live! Value, за исключением ограничение полифонии 512 MIDI-голосами (выполнено программно), цифрового ввода-вывода, разъемов для расширений, а также возможности ограничены до строго стереофонического или четырёхканального воспроизведения. Эта карта использует несколько упрощенную печатную плату в сравнении с другими представителями семейства SB Live!

### Sound Blaster Audigy

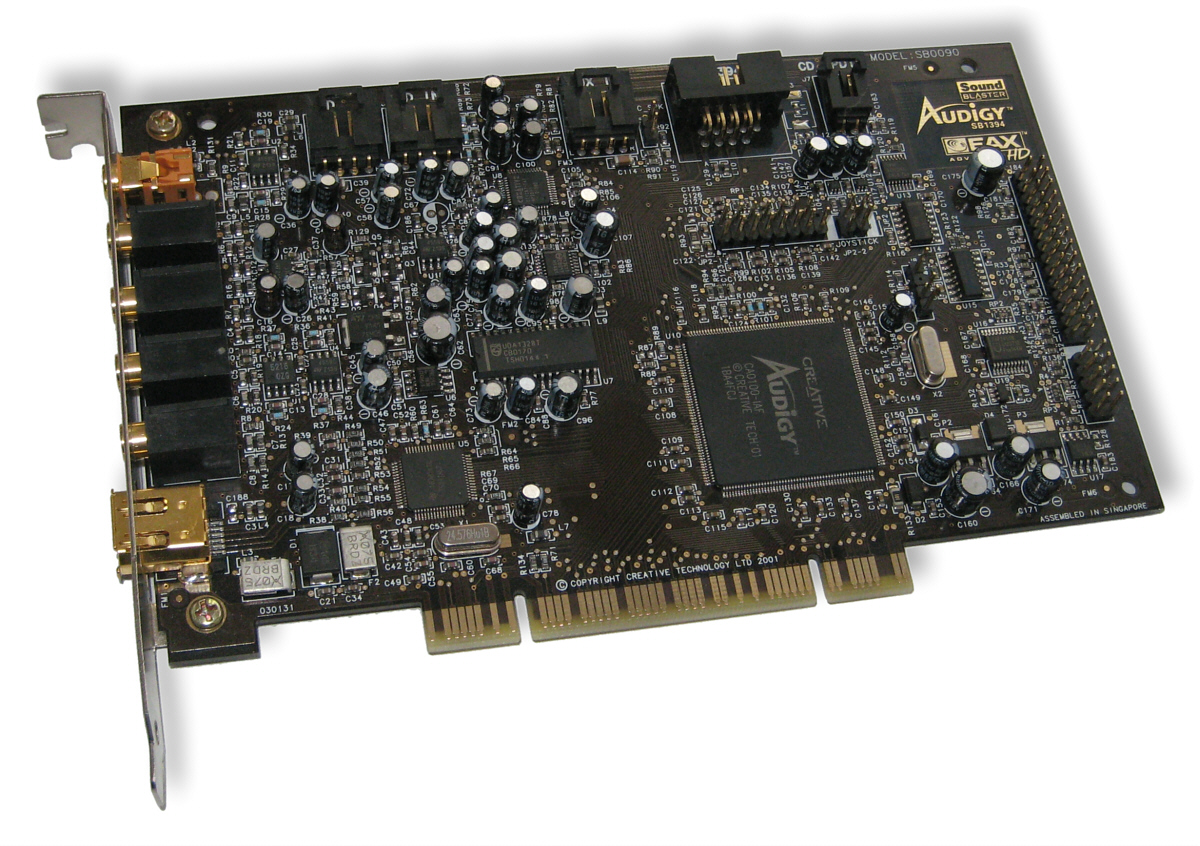
Sound Blaster Audigy

Звуковая плата Audigy (представлена в августе 2001) основана на «процессоре Audigy» (EMU10K2), являющимся усовершенствованной версией процессора EMU10K1, который поставлялся в составе SB Live! SB Audigy мог одновременно поддерживать до 4 окружений EAX благодаря новой версии встроенного в кристалл ЦСП и встроенной поддержке EAX 3.0 ADVANCED HD, также Audigy поддерживал 5.1-канальный звук.
Вопрос о том, является ли SB Audigy полностью 24-битной картой, является спорным. Перенос звуковых данных (устройство прямого доступа к памяти) осуществлялся с фиксированной 16-битной точностью при частоте дискретизации 48 кГц (как и в случае с EMU10K1 в оригинальном SB Live!), причём любые звуковые данные должны были подвергнуты повторной дискретизации в 48 кГц для возможности обработки в ЦСП (для записи или воспроизведения).
В звуковой карте Sound Blaster Audigy 2 (сентябрь 2002) применен усовершенствованный процессор EMU10K2, иногда называемый EMU10K2.5, в котором была реализованна полная поддержка 24-битного прямого доступа к памяти. Поддерживается частота дискретизации до 192 кГц, которая в 6.1-канальном режиме ограничивается до 96 кГц. Дополнительно, Audigy 2 поддерживает 6.1-канальный звук (позднее — 7.1-канальный) и обладает улучшенным отношением сигнал/шум относительно Audigy (106 дБА против 100 дБА). Также добавлен декодер Dolby Digital EX 6.1 и 7.1 для лучшего воспроизведения DVD. Звуковые карты этого семейства были первыми, получившими сертификат THX.

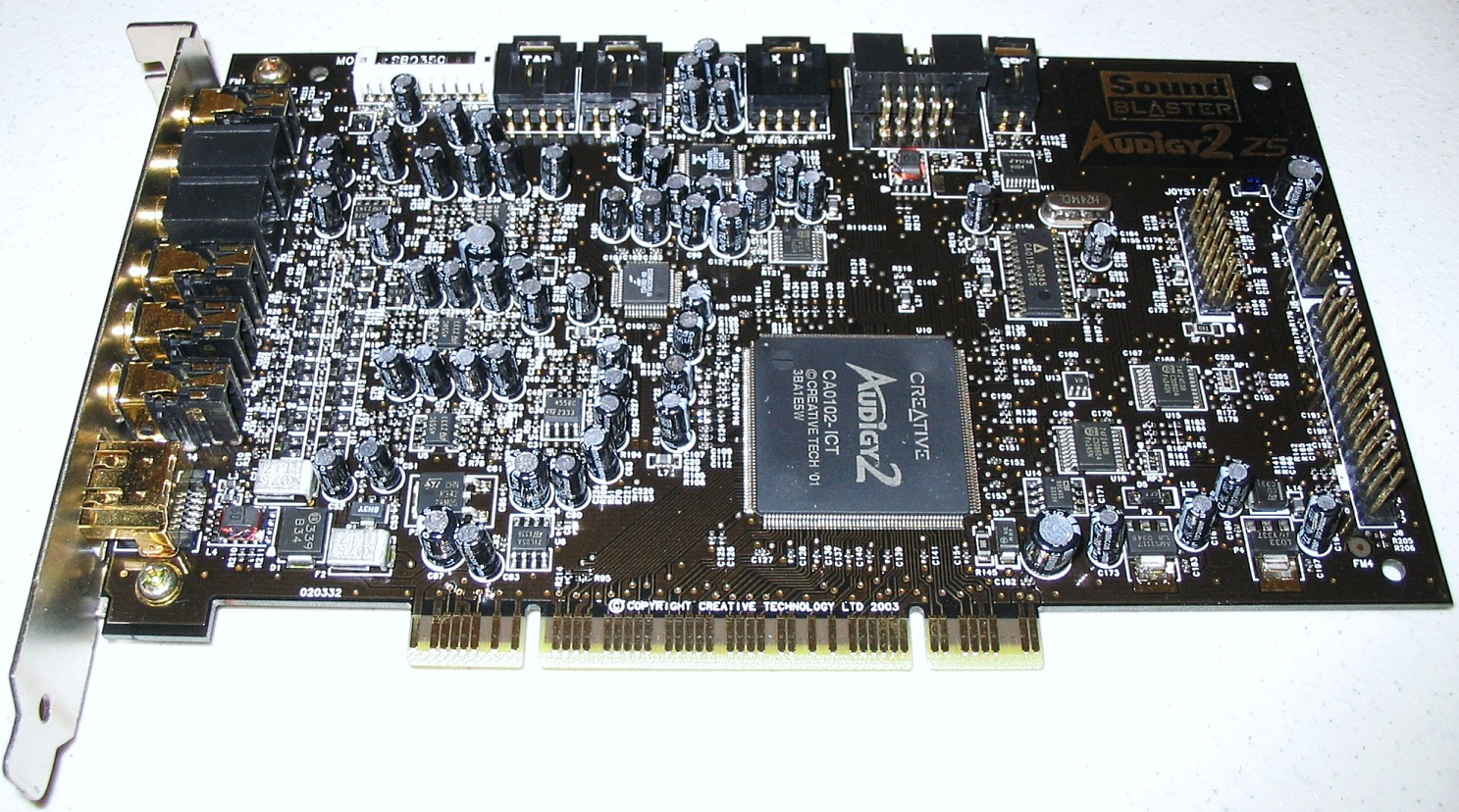
Sound Blaster Audigy 2 ZS

Звуковая карта Sound Blaster Audigy 2 ZS (сентябрь 2003) представляла собой Audigy 2 с обновлёнными ЦАП и операционными усилителями (ОУ). 
В Audigy 2 ZS применен ЦАП CS4382 от Cirrus Logic, который совместно с новыми ОУ обеспечивает отношение сигнал/шум 108 дБА. Добавлена поддержка EAX 4.0 ADVANCED HD и программное декодирование DTS ES 6.1. Существовало несколько незначительно отличающихся версий печатной платы Audigy 2 ZS с добавленной поддержкой 7.1-канального звука.
Sound Blaster Audigy 4 Pro (ноябрь 2004) был версией Audigy 2 ZS с обновлёнными ЦАП и АЦП. Новый ЦАП (Cirrus Logic CS4398) улучшал отношение сигнал/шум до 113 дБА. За исключением этого, отмеченных отличий от Audigy 2 ZS не было. Микросхема ЦСП была идентичной Audigy 2 ZS, однако в Creative наклеивали на неё этикетку «Audigy 4», чтобы создать видимость нового продукта. 
Audigy 4 и Audigy 4 Value отличаются от Audigy 4 Pro установкой ЦАП более низкого качества и отсутствием позолоченных контактов разъёмов. Звуковые карты Audigy 4 и Audigy 4 Value ближе к семейству Audigy 2 Value. 
Жизненный цикл семейства Audigy 4 был короче, чем у предыдущих моделей ввиду меньшего интервала времени перед выпуском моделей следующего семейства Sound Blaster X-Fi.
Также в это семейство входят звуковые карты Sound Blaster Audigy Rx и Sound Blaster Audigy Fx. 
Sound Blaster Audigy Rx (сентябрь 2013). Звуковая карта схожа с Audigy 4 Pro но снабжена отдельным усилителем с сопротивлением 600 Ом для подключения наушников и включаются в шину PCI-E 1x.
Sound Blaster Audigy Fx (сентябрь 2013). Звуковая карта схожа с Audigy 4 Pro но снабжена отдельным усилителем с сопротивлением 600 Ом для подключения наушников и включаются в шину PCI-E 1x. На карте нет процессора EMU10K2.

### Sound Blaster X-Fi

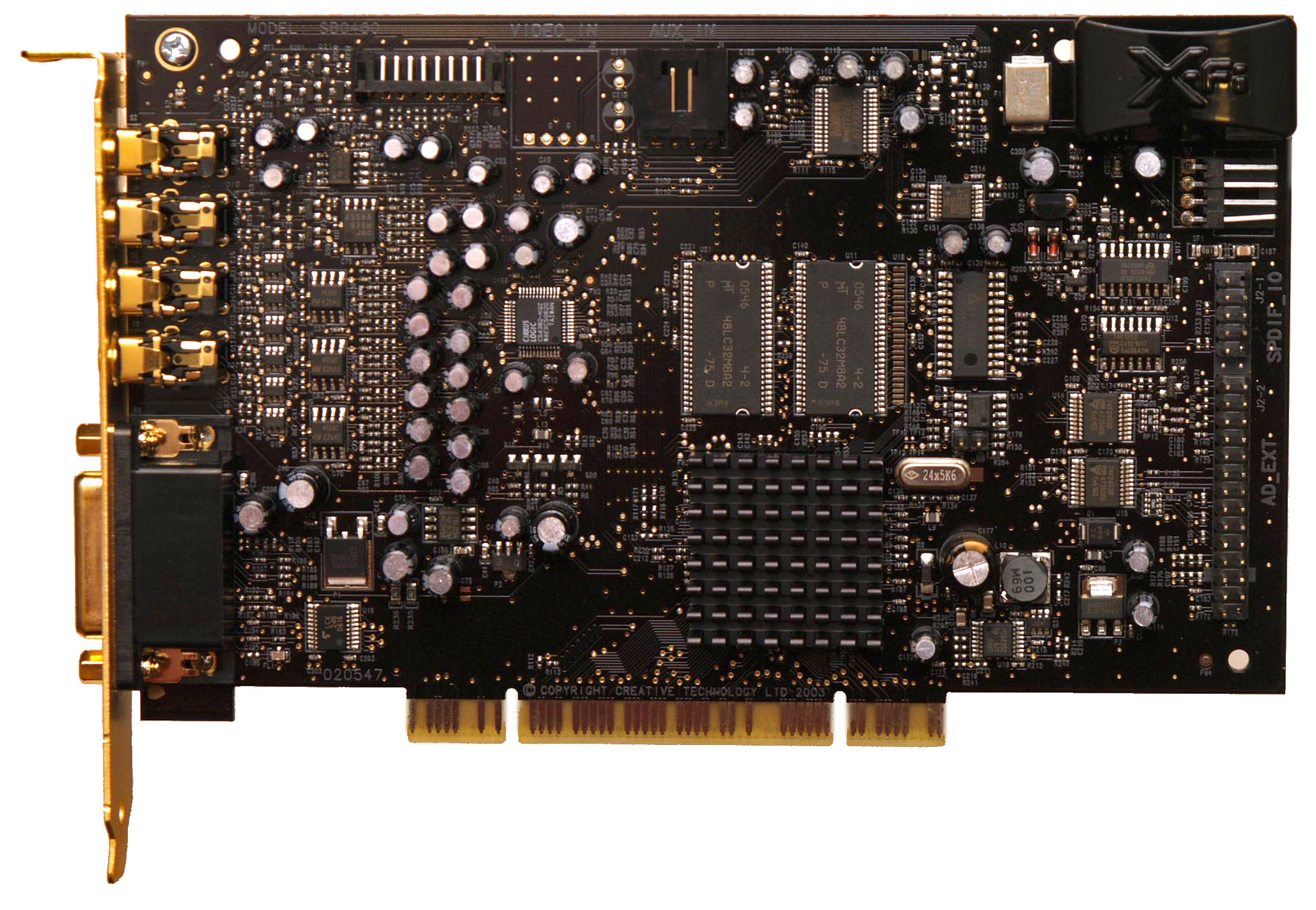
Creative Sound Blaster X-Fi Fatal1ty

Карта X-Fi (от Extreme Fidelity, англ. безукоризненная точность воспроизведения) выпущена в августе 2005 года и по состоянию на 2012 год доступна в следующих исполнениях: XtremeGamer, Titanium, Titanium Fatal1ty Professional, Titanium Fatal1ty Champion и Elite Pro. Звуковой процессор EMU20K1 (EMU20K2 для модификаций Titanium) производится по 130 нм техпроцессу, содержит 51 млн транзисторов и работает на частоте 400 МГц. Ожидаемая вычислительная мощность этого процессора составляет 10000 MIPS, что в 24 раза выше, чем ожидаемая производительность процессора звуковых карт предыдущего поколения — Audigy. Начиная с 2008 года модификации Titanium и другие новые карты X-Fi производится с разъемом для PCI-E 1x вместо разъема PCI. Новая функция карт X-Fi «Архитектура активных тонов» (Active Modal Architecture, AMA) позволяет пользователю выбрать один из следующих оптимизированных режимов работы: игровой, развлекательный и творческий — каждый из них использует определенные функции процессора. В картах X-Fi используется EAX 5.0, который обеспечивает обработку до 128 голосов, позиционированных в трёхмерном пространстве, и наложение на каждый до 4 эффектов. Также в этой карте применен 24-битный «кристаллизатор», который используется для более выразительного воспроизведения ударных инструментов, добавляя выразительности высокочастотным и низкочастотным компонентам звука. На момент выхода карты X-Fi предлагали наиболее совершенные возможности микширования, что сделало её мощным инструментом начального уровня для домашних музыкантов. Ещё одним преимуществом карт X-Fi над Audigy стал полный пересмотр алгоритмов работы подсистемы повторной дискретизации. В картах Audigy применялись постоянные параметры 48 кГц, 16 бит, а все не удовлетворяющие этому данные подвергались передискретизации, что могло происходить достаточно грубо, что вносило в звук массу нелинейных искажений. Многие энтузиасты обходили это ограничение, используя для передискретизации высококачественные программные декодеры, часто представленные в виде дополнения для программы-проигрывателя. Creative полностью исключила такую ситуацию, выделив более половины ресурсов ЦСП под эту задачу, что дало в результате существенно более «чистые» семплы после передискретизации.

### Карты, основанные на Creative 5017

#### Sound Blaster PCI128
Микросхема Creative 5017, на которой построены PCI-карты SB PCI128, является модификацией ES1370. Поэтому и сами карты SB PCI128 по функциональным возможностям и качеству звучания аналогичны звуковым картам на микросхемах серии ES137x. Карта SB PCI128 оснащена табличным волновым синтезатором, поддерживающим 128-голосую полифонию. Отсюда происходит 128 в названии. Карта обрабатывает до 16 MIDI-каналов и позволяет использовать при синтезе 128 инструментов (входящих в наборы GS и GM), а также 10 наборов ударных инструментов. Благодаря шине PCI для хранения таблиц инструментов SB PCI128 не требуется собственная память — все инструменты динамически хранятся и обрабатываются в памяти ПК. Характеристики АЦП ниже чем у SB Live!, поэтому диапазон воспроизводимых частот составляет от 20 Гц до 20 кГц. Частота дискретизации при записи задается программным путём и может составлять от 5 до 48 кГц. Оцифровка звука идет с 8- или 16-битным разрешением в стерео- и монорежимах.

## Шестое поколение: Sound Core3D

### Sound Blaster Recon3D
Семейство Recon3D было анонсировано в сентябре 2011 года, в него входят звуковые карты Recon3D PCIe, Recon3D Fatal1ty Professional и Recon3D Fatal1ty Champion, все они используют шину PCI-E 1x. В новой серии звуковых карт используется новая микросхема «Sound Core3D». Микросхема выполнена в 56-контактном корпусе, в который интегрирован ЦСП Quartet из карт X-Fi, ЦАП, АЦП, а также интерфейсы ввода-вывода. Продаваемая только на азиатских рынках карта Recon3D Professional Audio отличается от обычной Recon3D лишь наличием дополнительных аксессуаров типа соединительных кабелей.
Критики благодушно приняли данное устройство, хотя назначенная цена и незначительные отличия между моделями вызвали недоумение. Например, карты низшего и среднего ценового сегмента Recon3D PCIe и Recon3D Fatal1ty Professional имели лишь косметические различие, но существенно отличались по цене. К Fatal1ty Professional прилагался микрофон, несколько цветных светодиодов и металлическая крышка, закрывающая плату, но не было никаких аппаратных различий.

### Sound Blaster Z
Звуковые карты семейства Sound Blaster Z анонсированы в августе 2012 года, все они выполнены для шины PCI-E 1x. Были объявлены следующие карты: Z, Zx и ZxR, в которых используется та же микросхема Sound Core3D, что и в семействе Recon3D. Звуковые карты семейства Z обеспечивают превосходящее над Recon3D качество звука за счёт использования большего числа выделенного оборудования как, например, операционные усилители, ЦАПы и АЦПы.
Sound Blaster Z является базовой картой данного семейства. Одно из основных преимуществ этой карты — ЦАП от Cirrus Logic с отношением сигнал/шум 116 дБА, выделенный усилитель для наушников с сопротивлением 600 Ом. Она комплектуется микрофоном с узкой диаграммой направленности, что позволяет записывать звук с определенных направлений. Переключение между режимом прослушивания наушников и громкоговорителями осуществляется через панель управления Sound Blaster Z. Плата данной карты окрашена в красный цвет, установленный на ней светодиод также красного свечения. Кроме «красной» модели существует OEM-версия, в которой отсутствует металлическая крышка платы, светодиод и комплектный микрофон.
Sound Blaster Zx в целом идентичен своей базовой версии, в которой комплектный микрофон заменен на «модуль управления звуком» (Audio Control Module, ACM), который функционально является кабелем-удлинителем для наушников со встроенным регулятором громкости и массивом из двух микрофонов с узкой диаграммой направленности. Модуль ACM выполнен в том же красном цвете, что и сама звуковая карта.
Sound Blaster ZxR — «флагман» семейства Z. Он выполнен на совершенно другой печатной плате, не похожей на платы карт Z и Zx. Некоторыми из функций являются ЦАПы от TI Burr-Brown с отношением сигнал/шум 124 дБА, два заменяемых операционных усилителя, 600-омный усилитель TPA6120 на 80 мВт от Texas Instruments и стерео-интерфейс с частотой дискретизации 192 кГц. Sound Blaster ZxR поставляется с дополнительной платой, которая обеспечивает ввод-вывод S/PDIF, 2 входных разъема RCA, подключенных к ЦАПу от TI Burr-Brown с отношением сигнал/шум 123 дБА, также на ней установлен собственный процессор Sound Core3D и при установке она занимает пространство над вторым слотом расширения. Карта ZxR производит запись с точность 24 бита и частотой дискретизации 96 кГц. Модуль ACM и обе платы выполнены в чёрном цвете и не имеют светодиодов.

## Устройства Аудио USB
- Sound Blaster X-Fi GO! Pro
- Sound Blaster X-Fi Surround 5.1 Pro
- Sound Blaster Digital Music Premium HD
- Sound BlasterAxx SBX 8 / SBX 10 / SBX 20
- Sound Blaster Play! 2
- Sound Blaster Omni Surround 5.1
- Sound Blaster R3
- Sound BlasterAxx AXX 200
- Sound Blaster Roar
- Sound Blaster Roar 2
- Sound Blaster E1 / E3 / E5
- Sound Blaster X7

## Разъемы
Звуковые карты Sound Blaster с 1999 года соответствуют спецификации PC99 в части цветового обозначения внешних подключений.
| Цвет | Цвет              | Назначение |
| ---- | ----------------- | --- |
|      | Розовый           | Вход аналогового микрофона.                                                                                                  |
|      | Голубой           | Аналоговый линейный вход. |
|      | Светло-зелёный    | Аналоговый линейный основной стереофонический выход (передние громкоговорители или наушники).                                |
|      | Чёрный            | Аналоговый линейный выход на задние громкоговорители.                                                                        |
|      | Серый/серебристый | Аналоговый линейный выход на боковые громкоговорители.                                                                       |
|      | Оранжевый         | Цифровой выход S/PDIF (иногда использовался для аналогового линейного выхода на центральный громкоговоритель и/или сабвуфер) |

До выхода семейства AWE32 в 1994 году на задних панелях карт Creative наносились краткие текстовые пояснения назначения выходов (например, Mic — микрофон, Spk — громкоговорители и т. п.). На последующих картах текст заменен на значки. Впоследствии рядом с выходом Creative стала наносить его номер, поскольку на таких картах выходы имеют многоцелевое назначение, которое задается пользователем (например, можно изменить выход громкоговорителей на микрофонный вход). Тем не менее к таким картам поставляется цветная наклейка, которая может использоваться для определения назначения каждого выхода в состоянии поставки.

## Список процессоров звуковых эффектов
| Наименование | Ширина (бит) | Версия EAX | Кол. транзисторов | Примечания                                                        |
| ------------ | ------------ | ---------- | ----------------- | ----------------------------------------------------------------- |
| EMU10K1      | 16           | 2.0        | 2.44 млн          | 350 нм, 335 MIPS, 32 каналов DirectSound3D                        |
| EMU10K2      | 16           | 3.0        | 4 млн             | 200 МГц, 64 каналов DirectSound3D                                 |
| EMU10K2.5    | 24           | 4.0        | 4,6 млн           | 180 нм, 200 МГц, 424+ MIPS, 64 каналов DirectSound3D              |
| EMU20K1      | 24           | 5.0        | 51 млн            | 130 нм, 400 МГц, 10,340 MIPS, 128 каналов DirectSound3D           |
| EMU20K2      | 24           | 5.0        | ?                 | Исправлены ошибки EMU20K1, PCI Express, встроенный RISC процессор |
| Sound Core3D | 24           | 5.0        | ?                 | Встроенный аналоговый кодек и цифровые интерфейсы ввода-вывода    |
| SB-Axx1™     | 24           | 5.0        | ?                 | 4-х ядерный аудиопроцессор                                        |

## Драйверы
Существует «kX Project» (https://kxproject.spb.ru/) по созданию драйверов: WDM для Windows и аналогичных для Mac OS X. Популярно среди энтузиастов и музыкантов. Так как оригинальные драйвера отсутствуют на современные операционные системы, то «kX Project» единственная возможность использовать устаревшие звуковые карты в этих ОС.

## Интересные факты
- Звуковые карты Creative SoundBlaster стали стандартом звука в IBM PC-совместимых компьютерах в 90-е годы XX-века и очень известной торговой маркой в 2000-е. Спустя какое-то время название торговой марки претерпело трансформацию и в разговорной речи стало именем нарицательным для всех дискретных (устанавливающихся в отдельный слот расширения) звуковых карт (их называли «саундбластерами»)[22]
- Выпускалась удешевлённая, монофоническая, но совместимая с Sound Blaster звуковая карта, с названием Thunder Board[англ.][23].